# Мат (биология)
Мат в биологии — слоистые покровы на субстрате, состоящие из одноклеточных организмов, например цианобактериальные маты. Плавучие маты из многоклеточных организмов (мхов) называются зыбуны. Также находят в ископаемом состоянии цианобактериальные маты. 
В основном маты состоят из прокариотов, но иногда бывают из многоклеточных организмов, такие биологические маты называют зыбунами.